# 李红 (主持人)
李红（1978年3月28日—），吉林省吉林市永吉县岔路河镇人，中央广播电视总台电视节目主持人。目前主要主持中国中央电视台中文国际频道《海峡两岸》栏目。

## 生平
1996年，李红考入吉林教育学院汉语言文学专业。
1998年，进入北京广播学院主持人进修班学习。同年，入职吉林省吉林市电视台，主持《晚新闻》节目。2001年，李红担任吉林电视台吉林卫视的新闻播音员，主持《直播早新闻》。
2002年，入读吉林大学汉语言文学专业（继续教育）。
2003年，进入中国中央电视台工作，李红担任中国中央电视台《海峡两岸》和《想挑战吗？》的主持人。
其主持风格大气亲和，与桑晨、薛晗喆、詹晨搭档。2010年，李红被人民网评选为“央视十大气质女主播”。

## 节目
- 中国中央电视台《海峡两岸》
- 中国中央电视台《想挑战吗？》
- 中国中央电视台《中华情》
- 中国中央电视台《远方的家》
- 中国中央电视台《传奇中国节·春节》

## 争议
2020年9月10日，李红在《海峡两岸》节目的央视频“李红录像手记”栏目以《两岸兵凶战危，这人要来大陆求和》为标题，报道中国国民党拟派前立法院院長王金平率团出席第12届海峡论坛，引发台灣輿論浮動，国民党党内高层隨後表達强烈不满。9月12日，国民党主席江启臣高调要求李红公开道歉。李红并未对此道歉，而此事一经舆论酝酿，中国大陆民众在微博上力挺李红，并称国民党“分明就是来要饭的”、“百年烂党”、“讨饭还想要尊严”。李红在接受中评社采访时回应称，她所謂的求和本意是促进两岸沟通与和平。环球时报总编辑胡锡进則表示，虽然李红供职于央视，但不應把她的每一句话都解读成官方态度，胡還希望有关于李红言论的风波可以很快过去，两岸各界应继续加强交流，遏制“台独”，维护台海和平稳定。为报复李红，中国国民党主席宣布取消王金平参会。9月16日，代表官方的國台辦發言人馬曉光回應台灣《中國時報》記者提問時回應「不要把一個主持人的个人言论无限放大，上纲上线」「所谓‘道歉声明’根本不存在」。臺師大教授范世平表示，李紅在央視主持的海峽兩岸節目，央視的老闆是中宣部，部長是副國級，而國台辦主任是正部級，中宣部的位階高於國台辦，所以李紅是否道歉，國台辦沒有決定權，要問她的大老闆中宣部。而在10月10日晚播出的《海峽兩岸》節目，李紅仍繼續現身主持。